# Фосфорная авария подо Львовом
Фосфорная авария под Львовом — железнодорожная авария 16 июля 2007 года произошедшая недалеко от села Ожидов Львовской области Украины. На 12-м километре перегона Ожидов-Красное сошёл с рельсов поезд, следовавший из Казахстана в Польшу, перевернулись 15 вагонов с жёлтым фосфором, шесть из них загорелись, пожар потушили в 23:29 МСК в день аварии. В тушении огня были задействованы около 500 пожарных и 220 сотрудников милиции.
В результате схождения цистерн было повреждено 50 м железнодорожной колеи, около 100 м контактной сети и три опоры. Во время тушения пожара образовалось ядовитое облако из продуктов горения с зоной поражения 90 квадратных километров. В результате началась эвакуация из зоны поражения. В первую очередь эвакуировали людей из ближайших сёл, остальных по желанию. Из пяти близлежащих сёл было эвакуировано более 800 человек. Ситуация осложнялась тем, что водой гасить фосфор нельзя.
В результате пожара продуктами горения отравилось 16 человек, из которых 13 в состоянии тяжёлой и средней степени тяжести госпитализировали в военный медицинский клинический центр Западного оперативного командования в Львове. Семеро госпитализированных — работники МЧС, двое — работники ГАИ, четверо — местные жители. Погибших не было. Утром следующего дня жители Буского района начали обращаться в медицинские учреждения с жалобами на тошноту и головную боль. Жители ближайших сёл были временно выселены.
17 июля в связи с реакцией фосфора с воздухом пожар продолжился в небольших очагах, не покрытых пеной. Пожарные продолжали поливать пеной место катастрофы.
19 июля начали поднимать и отгружать уцелевшие цистерны с фосфором. В целом с начала чрезвычайной ситуации были госпитализированы 152 человека (из них 27 детей).

## Версии причин
- Ненадлежащее состояние путей на данном железнодорожном перегоне.
- Нарушение правил безопасности со стороны работников локомотивной бригады.
- Халатность (проигнорированы инструкции по температурному режиму перевоза особо опасных грузов).
- Ненадлежащее техническое состояние цистерн.